# Holly Black
Holly Black, nata Riggenbach (West Long Branch, 10 novembre 1971), è una scrittrice statunitense.
Autrice di letteratura fantasy, è nota soprattutto per il ciclo Le cronache di Spiderwick, scritto in collaborazione con Tony DiTerlizzi e rivolto al pubblico preadolescente, e per la saga Il Popolo dell'Aria destinata al pubblico adolescente. 

## Biografia
Dopo aver frequentato il College of New Jersey, Holly Black collaborò con alcune riviste mediche come The Journal of Pain mentre frequentava la Rutgers University.
Nel 1996 collaborò con d8, rivista dedicata ai giochi di ruolo.
Pubblicò il suo primo romanzo nel 2002, Tithe: A Modern Faerie Tale, tradotto in italiano come La fata delle tenebre.
Raggiunse però la fama mondiale grazie a Spiderwick - Le cronache (serie dalla quale è stato tratto un film, che ha di gran lunga aiutato ad aumentare la fama della pentalogia).
Con Doll Bones vinse il Newbery Honor e il Mythopoeic Award.
Il romanzo per giovani adulti, Nel profondo della foresta, segnò il suo ritorno alla letteratura dalle atmosfere fiabesche. 

### Vita privata
Sua madre, pittrice, l'ha cresciuta a forza di storie su fate, fantasmi e folletti, che hanno ampiamente influenzato la sua visione del mondo.
Ama collezionare libri rari sul folklore, bambole strane e cappelli.
Nel 1999 sposò Theo Black, illustratore e web designer, e con lui si trasferì ad Amherst (Massachusetts) in una casa con una biblioteca segreta.
Hanno un figlio di nome Sebastian.

## Opere

### Fate delle Tenebre (The Modern Faerie Tales)

#### Serie principale
Il nucleo principale della saga è una trilogia di romanzi
1. La fata delle tenebre (Tithe: A Modern Faerie Tale), Simon & Schuster, 2002. Traduzione di Egle Costantino, Arnoldo Mondadori Editore, 2005.
2. Le fate sotto la città (Valiant: A Modern Tale of Faerie), Simon & Schuster, 2005. Traduzione di Egle Costantino, Arnoldo Mondadori Editore, 2006.
3. La guerra delle fate (Ironside: A Modern Faery's Tale), Simon & Schuster, 2007. Traduzione di Egle Costantino nell'omnibus Fate delle Tenebre - La trilogia, Arnoldo Mondadori Editore, 2014.

La sequenza è stata riunita per la prima volta nel volume omnibus Modern Faerie Tales: Tithe / Valiant / Ironside (Simon & Schuster, 2010), edito in italiano come Fate delle Tenebre - La trilogia (Arnoldo Mondadori Editore, 2014). 

#### Racconti cross-over
Alcuni personaggi del ciclo delle Fate delle tenebre appaiono in due racconti cross-over col ciclo de Il Popolo dell'Aria
- "The Lament of Lutie-Loo"
- "Visita alle terre impossibili" ("A Visit to the Impossible Lands")

### Le cronache di Spiderwick (The Spiderwick Chronicles)
Saga scritta in collaborazione con Tony DiTerlizzi e suddivisa in una sequenza originaria, una trilogia sequel e dei testi ancillari.

#### Pentalogia principale
1. Il libro dei segreti, 2004 (The Filed Guide, 2003)
2. La pietra magica, 2004 (The Seeing Stone, 2003)
3. Il segreto di Lucinda, 2004 (Lucinda's Secret, 2003)
4. L'albero d'argento, 2004 (The Ironwood Tree, 2004)
5. L'ira di Mulgarath, 2005 (The Wrath of Mulgarath, 2004)

La Mondadori ha pubblicato anche la serie completa in un unico volume, in occasione dell'uscita del film.

#### Il nuovo mondo. Spiderwick (Beyond the Spiderwick Chronicles)
1. La creatura delle acque (The Nixie's Song, 2007)
2. Un problema gigante (A Giant Problem, 2008)
3. Il re drago (The Wyrm King, 2009)

#### Volumi collaterali
- Spiderwick - Le cronache. Appunti segreti sul mondo fantastico, 2006 (The Spiderwick Chronicles: Notebook for Fantastical Observations, 2005. Il libro è erroneamente conosciuto anche come Arthur Spiderwick's Notebook of Fantastical Observations)
- Arthur Spiderwick - Il libro dei segreti. Guida magica delle creature fantastiche, 2006 (Arthur Spiderwick's Field Guide to the Fantastical World Around You, 2005)
- Come allevare fate e folletti. Tutti i segreti degli spiritelli, 2007 (The Spiderwick Chronicles: Care and Feeding of Sprites, 2006)
- Le Cronache di Spiderwick. Il mondo incantato, 2008. (Il titolo italiano presenta però un errore di traduzione, in quanto in Italia la serie era sempre stata chiamata "Spiderwick - Le cronache" e mai "Le cronache di Spiderwick": ciò ha fatto sì che questo libro fosse noto come Il mondo incantato. Spiderwick - Le Cronache) (The Chronicles of Spiderwick. A Grand Tour of the Enchanted World by Thimbletack, 2007)

### I buoni vicini (The Good Neighbors)
Trilogia di romanzi grafici sceneggiati da Holly Black e illustrati da Ted Naifeh; al 2025 il terzo episodio è inedito in Italiano.
1. Famiglia (Kin), Graphix, 2008. Traduzione di C. Manzolelli, Rizzoli Lizard, 2011.
2. Fata (Kith), Graphix, 2009. Traduzione di C. Manzolelli, Rizzoli Lizard, 2011.
3. Kind, Graphix, 2010.

### La saga del Magisterium
Scritta in collaborazione con Cassandra Clare.
1. L'anno di ferro, ottobre 2014 (The Iron Trial, 9 settembre 2014)
2. Il guanto di rame, 20 ottobre 2015 (The Copper Guantlet, 1º settembre 2015)
3. La chiave di bronzo, 25 ottobre 2016 (The Bronze Key, 2016 - precedentemente intitolato The Cosmos Blade)
4. La maschera d'argento, 14 novembre 2017 (The Silver Mask, 2017)
5. La torre d'oro, 30 aprile 2019 (The Golden Tower, settembre 2018 - precedentemente intitolato The Enemy of Death)

### Universo di Elfhame
Eptalogia scandita fra una prima trilogia, due romanzi brevi di interludio, e una seconda trilogia.

#### Il Popolo dell'Aria (The Folk of the Air)
1. Il principe crudele (The Cruel Prince), Little, Brown, 2018.
2. Il re malvagio (The Wicked King), Little, Brown, 2019.
3. La regina del nulla (The Queen of Nothing), Little, Brown, 2019.

#### Novelle midquel
Si svolgono rispettivamente fra Il principe crudele e Il re malvagio, e fra La regina del nulla e L'erede rapito.
1. Le sorelle perdute (The Lost Sisters), Little, Brown, 2018.
2. Perché il re degli elfi odiava le storie (How the King of Elfhame Learned to Hate Stories), Little, Brown, 2020.

#### L'erede rapito (The Stolen Heir)
1. L'erede rapito (The Stolen Heir), Little, Brown, 2023.
2. Il trono del prigioniero (The Prisoner's Throne), Little, Brown, 2024.

### Book of Night
1. Libro della notte (Book of Night), Tor Books, 2022.
2. Thief of Night, pubblicazione prevista nel 2025

### Romanzi autoconclusivi
- I segreti di Coldtown, 2013 (The Coldest Girl in Coldtown, 2013)
- Doll Bones. La bambola di ossa (Doll Bones), 2013.
- Nel profondo della foresta, marzo 2017 (The Darkest Part of the Forest, gennaio 2015). Sebbene il libro sia autoconclusivo, si svolge nello stesso universo della serie Il Popolo dell'Aria, in cui Severin ha un ruolo nella trama e Hazel e Ben un cameo.